# Міжнародна Ленінська премія «За зміцнення миру між народами»

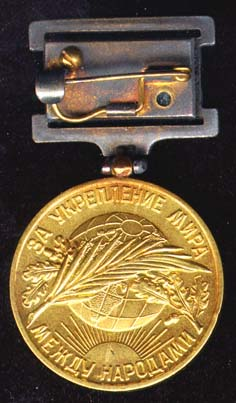
Зворотний бік медалі Міжнародної Ленінської премії «За зміцнення миру між народами»

Міжнародна Ленінська премія «За зміцнення миру між народами» — почесна нагорода СРСР, встановлена у 1956 році.
За статусом премія надавалась громадянам інших держав незалежно від їхніх політичних поглядів, партійної приналежності, релігійних переконань і расових відмінностей, за видатні заслуги у боротьбі за мир між народами.
Премію було започатковано в результаті перейменування Міжнародної Сталінської премії «За зміцнення миру між народами» відповідно до Указу Президії Верховної Ради СРСР від 6 вересня 1956 року. Відповідно до постанови Президії Верховної Ради СРСР від 11 грудня 1989 року № 905-1 премію було перейменовано на Міжнародну Ленінську премію миру.
Премія надавалась Комітетом з Міжнародних Ленінських премій «За зміцнення миру між народами», який утворювався Президією Верховної Ради СРСР у складі голови і 14 членів — громадських діячів Радянського Союзу та представників інших країн.
Право висування кандидатів на здобуття премії було надано міжнародним і національним організаціям (профспілковим, кооперативним, жіночим, молодіжним тощо), науковим і навчальним закладам, асоціаціям діячів науки, культури й мистецтв і персонально членам Комітету з Міжнародних Ленінських премій.
Відповідно до Указу Президії Верховної Ради СРСР від 8 березня 1961 року Комітету з Міжнародних Ленінських премій було надано право щорічно надавати до п'яти премій. Особам, які отримували премію, вручався диплом лауреата премії, золота нагрудна медаль з зображенням В. І. Леніна і грошова премія у розмірі 25 тисяч рублів.

## 1957
1. Еммануель Д'Астьє де ла Віжері (Франція); публіцист і письменник
2. Тихонов Микола Семенович (СРСР); письменник
3. Удакендавала Сарананкара Тхеро (Цейлон); священик
4. Даніло Дольчі (Італія); письменник
5. Генріх Брандвейнер (Австрія); вчений-юрист
6. Марія Роса Олівер (Аргентина); письменник
7. Чандрасекхара Венката Раман (Індія); фізик, лауреат Нобелівської премії (1930)
8. Луї Арагон (Франція); письменник

## 1958
1. Каору Ясуї (Японія); голова Всеяпонської ради із заборони ядерної та водневої зброї
2. Арнольд Цвейг (НДР); письменник
3. Луї Сайян (Франція); генеральний секретар Всесвітньої федерації профспілок
4. Артур Лундквіст (Швеція); письменник
5. Йозеф Громадка (Чехословаччина); теолог

## 1959
1. Хрущов Микита Сергійович (СРСР); Перший секретар ЦК КПРС, голова Ради Міністрів СРСР
2. Вільям Едуард Беркгардт Дюбуа (США); письменник та історик
3. Отто Бухвіц (НДР)
4. Костас Варналіс (Греція); письменник
5. Айвор Монтегю (Велика Британія); публіцист, кіносценарист, режисер

## 1960
1. Сукарно (Індонезія)
2. Сайрус Ітон (США); промисловець
3. Лоран Казанова (Франція)
4. Корнейчук Олександр Євдокимович (СРСР); драматург
5. Азіз Шериф (Ірак); вчений-юрист

## 1961
1. Фідель Кастро (Куба)
2. Ахмед Секу Туре (Гвінея)
3. Рамешварі Неру (Індія)
4. Міхаїл Садовяну (Румунія); письменник
5. Антуан Жорж Табет (Ліван); архітектор
6. Остап Длуський (Польща)
7. Вільям Морроу (Австралія)

## 1962
1. Кваме Нкрума (Гана)
2. Іштван Добі (Угорщина)
3. Ахмад Фаїз Фаїз (Пакистан); поет
4. Пабло Пікассо (Франція); художник
5. Ольга Поблете де Еспіноса (Чилі); історик

## 1963
1. Модібо Кейта (Малі)
2. Маноліс Глезос (Греція)
3. Георгі Трайков (Болгарія)
4. Оскар Німейєр (Бразилія); архітектор

## 1964
1. Ахмед Бен Белла (Алжир)
2. Долорес Ібаррурі (Пасіонарія) (Іспанія)
3. Херлуф Бідструп (Данія); художник-карикатурист

## 1965
1. Аруна Асаф Алі (Індія)
2. Рафаель Альберті (Іспанія); поет
3. Каору Ота (Японія)
4. Гордон Шаффер (Велика Британія); журналіст

## 1966
Постанова від 27 квітня 1966 року
1. Жамсарангийн Самбу (Монголія); громадський і державний діяч
2. Джозеф Пітер-Айо Куртіс (Нігерія); громадський діяч
3. Марьям Віре-Туомінен; генеральний секретар організації Прибічники миру Фінляндії
4. Мігель Анхель Астуріас (Гватемала); письменник, лауреат Нобелівської премії (1967)
5. Джакомо Манцу (Італія); скульптор і графік

## 1967
Постанова від 21 квітня 1967 року
1. Мартін Німеллер (ФРН); пастор, автор висловлювання Коли вони прийшли…
2. Абрагам Фішер (ПАР); адвокат
3. Хосе Давид Альфаро Сікейрос (Мексика); художник
4. Іван Малек (Чехословаччина); мікробіолог
5. Роквелл Кент (США); художник і письменник
6. Герберт Варнке (НДР); віце-голова Всесвітньої федерації профспілок

## 1968
Постанова від 27 квітня 1968 року
1. Нгуєн Тхі Дінь (Південний В'єтнам); громадська і політична діячка
2. Хорхе Саломеа Борда (Колумбія); письменник
3. Ромеш Чандра (Індія); Генеральний секретар ВРМ
4. Жан Еффель (Франсуа Лежен) (Франція); художник-карикатурист
5. Йоріс Івенс (Нідерланди); режисер
6. Ендре Шик (Угорщина)

## 1970
Постанова від 17 квітня 1970 року
1. Акіра Іваі (Японія)
2. Ярослав Івашкевич (Польща); письменник
3. Мохі ед-Дін, Халед (ОАР); генеральний секретар єгипетської Національної Ради миру
4. Лайнус Карл Полінг (США); хімік, лауреат Нобелівської премії (1954, 1962)
5. Бертіль Сванстрем (Швеція); журналіст
6. Людвік Свобода (Чехословаччина)
7. Шафі Ахмед Ель-Шейх (Судан)

## 1972
1. Ерік Генрі Стенлі Бароп (Велика Британія); фізик
2. Ренато Гуттузо (Італія); художник
3. Цола Драгойчева (Болгарія)
4. } Камаль Джумблат (Ліван)
5. Ернст Буш (НДР); актор і співак
6. Альфредо Варела (Аргентина); письменник і журналіст

## 1973
1. Брежнєв Леонід Ілліч (СРСР)
2. Сальвадор Альєнде (Чилі)
3. Енріке Пасторіно Віскарді (Уругвай); голова Всесвітньої федерації профспілок
4. Джеймс Олдрідж (Велика Британія)

## 1975
1. Луїс Корвалан (Чилі)
2. Жанна Мартен Сіссе (Гвінея)
3. Раймон Гоор (Бельгія); священик

## 1977
1. Янош Кадар (Угорщина)
2. Агоштінью Нету (Ангола)
3. Самора Машел (Мозамбік)
4. Шон Макбрайд (Ірландія)
5. П'єр Пуйяд (Франція)
6. Янніс Ріцос (Греція); поет
7. Ортенсія Буссі де Альєнде (Чилі)

## 1979
1. Курт Баман (ФРН)
2. Фріда Браун (Австралія); президент Міжнародної демократичної федерації жінок
3. Анджела Девіс (США)
4. Кумар Падма Шивашанкар Менон (Індія)
5. Вільма Еспін Гільойс (Куба)
6. Галина Скібневська (Польща); архітектор

## 1980
1. Урхо Калева Кекконен (Фінляндія)
2. Ле Зуан (В'єтнам)
3. Мігель Отеро Сильва (Венесуела); письменник і журналіст
4. Ерве Базен (Франція); письменник
5. Абдаррахман аль-Хамісі (Єгипет); письменник

## 1983
1. Махмуд Дарвіш (Палестина); поет
2. Мікіс Теодоракіс (Греція); композитор
3. Лібер Сереньї (Уругвай); політичний діяч
4. Джон Морган (Канада); священик

## 1985
1. Індіра Ганді (Індія)
2. Нгуєн Хиу Тхо (В'єтнам)
3. Йозеф Вебер (ФРН); політичний і громадський діяч
4. Жан-Марі Леге (Франція); вчений і громадський діяч
5. Луїс Відалес (Колумбія); поет і громадський діяч
6. Єва Палмер (Швеція); громадський діяч

## 1987
1. Джуліус Ньєрере (Танзанія)
2. Герберт Міс (ФРН); політичний діяч
3. Петро Танчев (Болгарія); політичний діяч
4. Дороті Кроуфут Годжкін (Велика Британія); хімік
5. Мігель Д'Еското Брокман (Нікарагуа)

## 1988
1. Абдул Саттар Едхі (Пакистан)

## 1990
1. Нельсон Мандела (ПАР)